# Tympanogaster thayerae
Tympanogaster thayerae är en skalbaggsart som beskrevs av Perkins 2006. Tympanogaster thayerae ingår i släktet Tympanogaster och familjen vattenbrynsbaggar. Inga underarter finns listade i Catalogue of Life.